# Nunzio (Wrestler)
James Maritato (* 12. März 1972 in Queens, New York City), besser bekannt unter seinem derzeitigen Ringnamen Nunzio, ist ein US-amerikanischer Wrestler. Bekannt wurde er durch seine Tätigkeiten in der ECW und der WWE.

## Karriere

### ECW und RoH
1991, nach seinem Debüt als Wrestler, war Maritato bei Wrestlingligen in Japan und in der Universal Wrestling Federation aktiv. 1995 wurde er von Extreme Championship Wrestling verpflichtet und kämpfte dort unter dem Namen Damian Stone. Später gab man ihm dem Namen Little Guido und er wurde Mitglied des Stables Full Blooded Italians (F.B.I.) in dem sich bereits JT Smith, Tracy Smothers, und Tommy Rich befanden. Mit Tracy Smothers durfte er 1997 die ECW Tag Team Titel gewinnen, was er im August 2000 mit Tony Mamaluke wiederholen konnte. Sie blieben bis zur Insolvenz der ECW ein Team, mussten die Titel aber im Dezember 2000 wieder abgeben. Danach war Maritato in verschiedenen, kleineren Ligen, in denen er auch oftmals mit Mamaluke zusammenarbeitete. Kurzzeitig waren sie auch bei Ring of Honor aktiv, ehe Maritato 2002 zu World Wrestling Entertainment ging.

### WWE

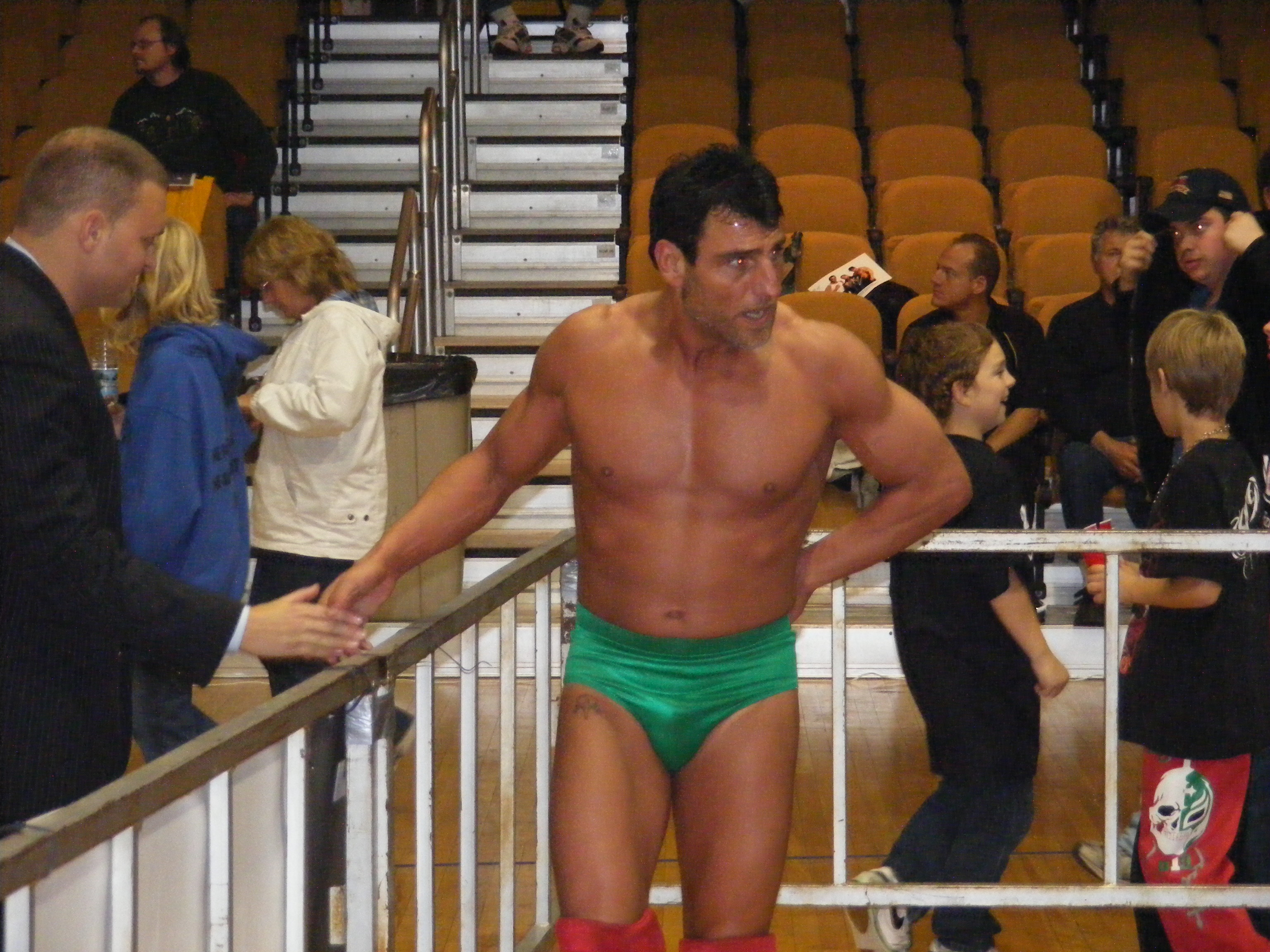
Nunzio, 2008

Dort wurde Maritato als Midcarder (dt. Kadermittelfeld) eingestuft und in Nunzio umbenannt. Er erhielt das Gimmick des (kayfabe) Cousins von Jamie Noble. Im Dezember 2002 hatte er eine Fehde gegen Bob Holly und anschließend gab es eine Neuauflage der Full Blooded Italians, welche aus Johnny Stamboli, Chuck Palumbo und ihm bestand. Das Team erzielte nur mäßigen Erfolg und nachdem Palumbo zu RAW wechseln musste und Stamboli entlassen wurde, trat Maritato wieder alleine an.
Im Jahr 2005 nahm er an der Veranstaltung ECW One Night Stand, einer Hommage-Show für die ehemalige ECW teil. Ab August war Maritato meistens in der B-Show Velocity aktiv. Dort kämpfte er kurze Zeit mit Funaki in einem Team und durfte den WWE Cruiserweight Championship gewinnen. Man schloss ihn schließlich mit Vito LoGrasso zu einem Team zusammen und ließ sie in der Folgezeit mit dem Stable Mexicools fehden. Bei der Veranstaltung No Mercy 2005 verlor Maritato den Cruiserweight Title an Mexicool-Mitglied Juventud. Im November durfte sich Maritato den Titel abermals sichern, verlor ihn aber sieben Tage darauf erneut.
Später wurden Maritato und Vito in eine Fehde mit Gregory Helms involviert. Im Mai 2006 wurde das Team der beiden aufgelöst. Nachdem im Juni die ECW als wöchentliche Show von WWE ausgestrahlt wurde, schickte man Maritato dorthin. Bei ECW war er wieder unter dem Namen Little Guido aktiv und es gab ein erneutes Comeback des F.B.I., bei dem diesmal, neben ihm noch Tony Mamaluke und Trinity dabei waren. Nachdem Mamaluke im Januar 2007 entlassen worden war, traten Maritato und Trinity allein an. Im April wechselte man seinen Namen wieder in Nunzio und trennte ihn von Trinity.
Später nahm er sich, nachdem er nur als Jobber eingesetzt wurde, eine Pause und kehrte im September zurück. Anschließend fand man erneut nur als Jobber Verwendung für ihn. Am 8. August 2008 wurde er dann im Zuge einer Entlassungswelle seitens der WWE entlassen.

### Independent und TNA
Nach seiner Entlassung trat Maritato bei verschiedenen Promotions auf. Am 15. November 2008 gewann er mit Tracy Smothers die JAPW Tag Team Championship. Den Titel verloren sie am 13. Dezember 2008. Neben Auftritten für Ring of Honor und National Wrestling Alliance nahm er bei Total Nonstop Action Wrestling an dessen ECW-Reunionshow Hardcore Justice am 6. August 2010 sowie den drei darauffolgenden TV-Aufzeichnungen von TNA iMPACT! teil. Dabei trat er zusammen mit Tommy Luke und Tracy Smothers wieder als F.B.I. auf.

### Rückkehr zu WWE
Am 26. Dezember 2010 gab Maritato sein Comeback in der WWE, diesmal als Ringrichter bei einer Houseshow von RAW auf Grund eines Mangels an Ringrichtern. Nach weiteren Auftritten war er ab dem 9. Mai 2011 regelmäßig in dieser Rolle im TV zu sehen. Am 29. September 2011 wurde bekannt, dass er nicht mehr für die WWE arbeitet.
Am 29. Oktober 2024 wurde in der WWE Nachwuchs Show NXT ein Segment gezeigt, indem Maritato mit dem amtierenden NXT North America Champion Tony D’Angelo telefonierte. Bei der darauffolgenden Spezial Ausgabe NXT 2300 trat Maritato zusammen mit anderen ECW-Legenden auf und bestritt ein Match gegen D’Angelo um den North American Championship, welches er jedoch verlor.

## Erfolge
- World Wrestling Entertainment
2× WWE Cruiserweight Champion

- Chaotic Wrestling
1× CW Tag Team Champion (mit Luis Ortiz)

- Extreme Championship Wrestling
2× ECW World Tag Team Champion (1× mit Tony Mamaluke, 1× mit Tracy Smothers)

- USA Pro Wrestling
1× USA Pro United States Champion
1× USA Pro Tag Team Champion (mit Kid Kruel)

- Jersey All Pro Wrestling
1× JAPW Tag Team Champion (mit Tracy Smothers)